# Philippa Ruth Foot
Philippa Ruth Foot, nata Bosanquet (Owston Ferry, 3 ottobre 1920 – Oxford, 3 ottobre 2010), è stata una filosofa inglese.
Professoressa emerita dell'Università di Los Angeles, allieva della filosofa Elizabeth Anscombe, si è dedicata allo studio dell'etica di cui è stata docente nel Somerville College di Oxford e in varie università statunitensi. Il suo pensiero si basa su un'etica delle virtù che prende a modello l'impostazione di Aristotele e soprattutto di Tommaso d'Aquino.
È morta nella sua casa di Oxford il giorno del suo novantesimo compleanno.

## Il pensiero
Contrariamente alle posizioni filosofiche che considerano l'etica come il campo riservato alle scelte dei singoli, la filosofa sostiene che questa nasca da comportamenti sociali e naturali come avviene per le regole della buona educazione.
Norme di condotta queste ultime che possiamo anche non osservare, considerandole ininfluenti, mentre questo non può avvenire quando ci troviamo di fronte a norme morali che non dipendono da ciò che l'individuo considera utile e preferibile per lui, ma che invece implicano la felicità individuale poiché sono connesse alla sua stessa naturalità. Seguiamo infatti le norme morali poiché siamo per natura spinti a farlo:
«Credo infatti che le valutazioni della volontà e dell'azione umana abbiano la stessa struttura concettuale dei giudizi valutativi sulle caratteristiche e sulle operazioni di altri esseri viventi, e che possano essere comprese appieno solo in questi termini. Vorrei mostrare che il male morale è un tipo di difetto naturale».
In questo senso naturalistico il pensiero della Foot, in modo particolare quello degli ultimi anni, può essere visto come un tentativo di modernizzare la teoria etica aristotelica, che si basava sulla natura sociale dell'uomo zoon politikon (ζῷον πολιτικόν), sostenendo che possa essere applicata ancora oggi ai problemi della nostra epoca.
La filosofa, nell'ambito del dibattito filosofico analitico, ha espresso in modo particolare la sua valutazione critica nei confronti del consequenzialismo.

## Il problema del carrello
Un suo contributo alla problematicità morale è rappresentato dal cosiddetto problema del carrello ferroviario, che ripropone l'antico dilemma se sia lecito sacrificare la vita di pochi per salvarne molti: un uomo vede un pesante carrello ferroviario dirigersi verso un gruppo di cinque persone che morirebbero certamente nel caso fossero investite. Abbassando la leva dello scambio il carrello verrebbe deviato verso un altro binario, dove tuttavia si trova una bambina - o, in altre versioni, un operaio ignaro al lavoro - che verrebbe di certo uccisa. Problema: è eticamente lecito abbassare la leva?.

## Opere
- Virtues and vices and other essays in moral philosophy (1978). Nei saggi che compongono l'opera la Ruth Foot critica le teorie etiche utilitaristiche e dibatte il concetto di virtù.
- Natural Goodness (2001).
- Moral dilemmas (2002). In queste opere approfondisce le sue concezioni e tratta alcuni problemi etici di difficile soluzione.